# Autoserica bicolor
Autoserica bicolor är en skalbaggsart som beskrevs av Frey 1960. Autoserica bicolor ingår i släktet Autoserica och familjen Melolonthidae. Inga underarter finns listade.